# ORCA
ORCA — программный пакет для расчётов методами квантовой химии. Разработан в Институте преобразования химической энергии Общества Макса Планка, Германия.
Программный пакет бесплатный для академического использования. Поддерживает ОС Windows и Linux (MacOS с июля 2024). Распространяется в виде исполняемых бинарных файлов.

## Область применения
Используется для ab initio, DFT и полуэмпирических расчётов. Список возможных действий включает:
- Оптимизацию геометрий
- Поиск переходных состояний и конических пересечений
- Расчёт аналитического или численного гессиана, ИК- и КР-спектров
- Расчёт возбуждённых состояний и электронных спектров
- ЯМР- и ЭПР-спектров

Основное предназначение программного комплекса — расчёт больших молекул, комплексов с переходными металлами, а также их UV-Vis и ИК спектров.

## Связь с другими программами
ORCA сохраняет результаты в виде out-файлов. Основной файл, содержащий рассчитанные геометрии и спектры, может быть визуализирован сторонними программами, например Chemcraft 1.6. Молекулярные орбитали хранятся в файлах .gbw и могут быть открыты при помощи IboView или Multiwfn.
Одной из ключевых особенностей по сравнению с аналогичными комплексами является нативная возможность загружать и выводить геометрию в формате xyz, что даёт возможность каскадных расчётов. Формат xyz способно понимать большинство химических визуализаторов.